# BMW IX3
El BMW iX3 es un SUV crossover de lujo compacto compacto de batería fabricado por BMW. Fue presentado en el Salón del Automóvil de Beijing 2018 en abril como la versión eléctrica de batería del BMW X3 (G01). Construido sobre la misma plataforma que el X3 convencional con solo cambios sutiles, es el tercer automóvil de la familia BMW i centrado en el eléctrico y el primer SUV eléctrico de BMW de batería.

## Visión general
La versión de producción del BMW iX3 se presentó en julio de 2020. Tiene un paquete de baterías de 80 kWh con una capacidad utilizable de 73,83 kWh, que ofrece hasta 460 km (290 millas) de autonomía según el WLTP. El iX3 está propulsado por un solo motor eléctrico en el eje trasero que produce 210 kW (282 hp) y acelera de 0 a 100 km / h (0 a 62 mph) en 6.8 segundos. Tiene una velocidad máxima limitada electrónicamente de 180 km / h (112 mph).
El iX3 fue lanzado a los clientes en 2021. La producción comenzó en septiembre de 2020 en la fábrica de BMW en Dadong, China. No se venderá en los Estados Unidos debido al alcance limitado del vehículo y la única configuración de tracción trasera.
 

Cuenta con faros LED planos adaptativos, llantas bicolor de 19 pulgadas, luces traseras LED tridimensionales, también cuenta con un BMW Live Cockpit Professional junto con una pantalla digital de 12 pulgadas y una pantalla táctil central de 12 pulgadas y asientos de cuero.

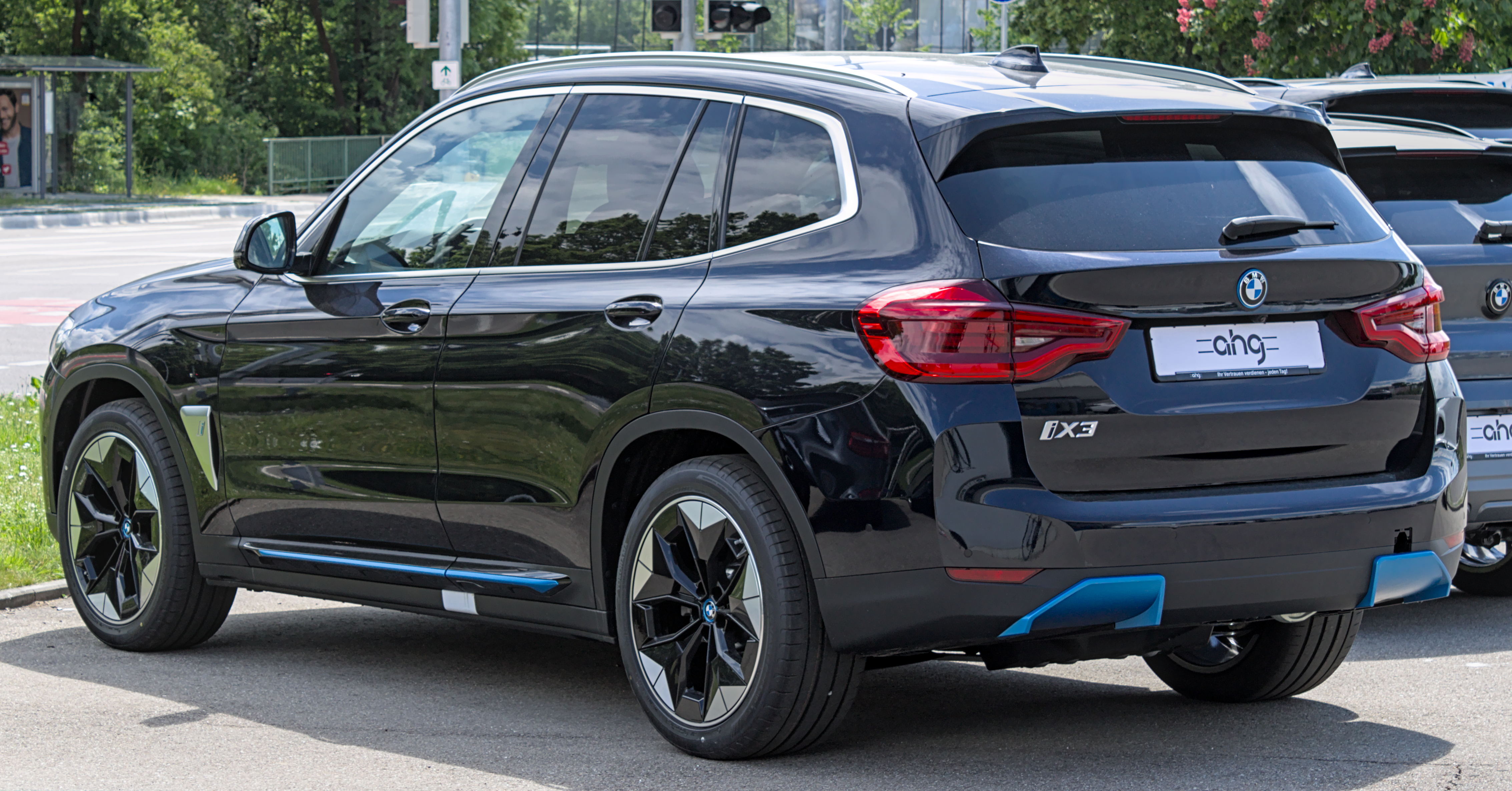
Vista Trasera
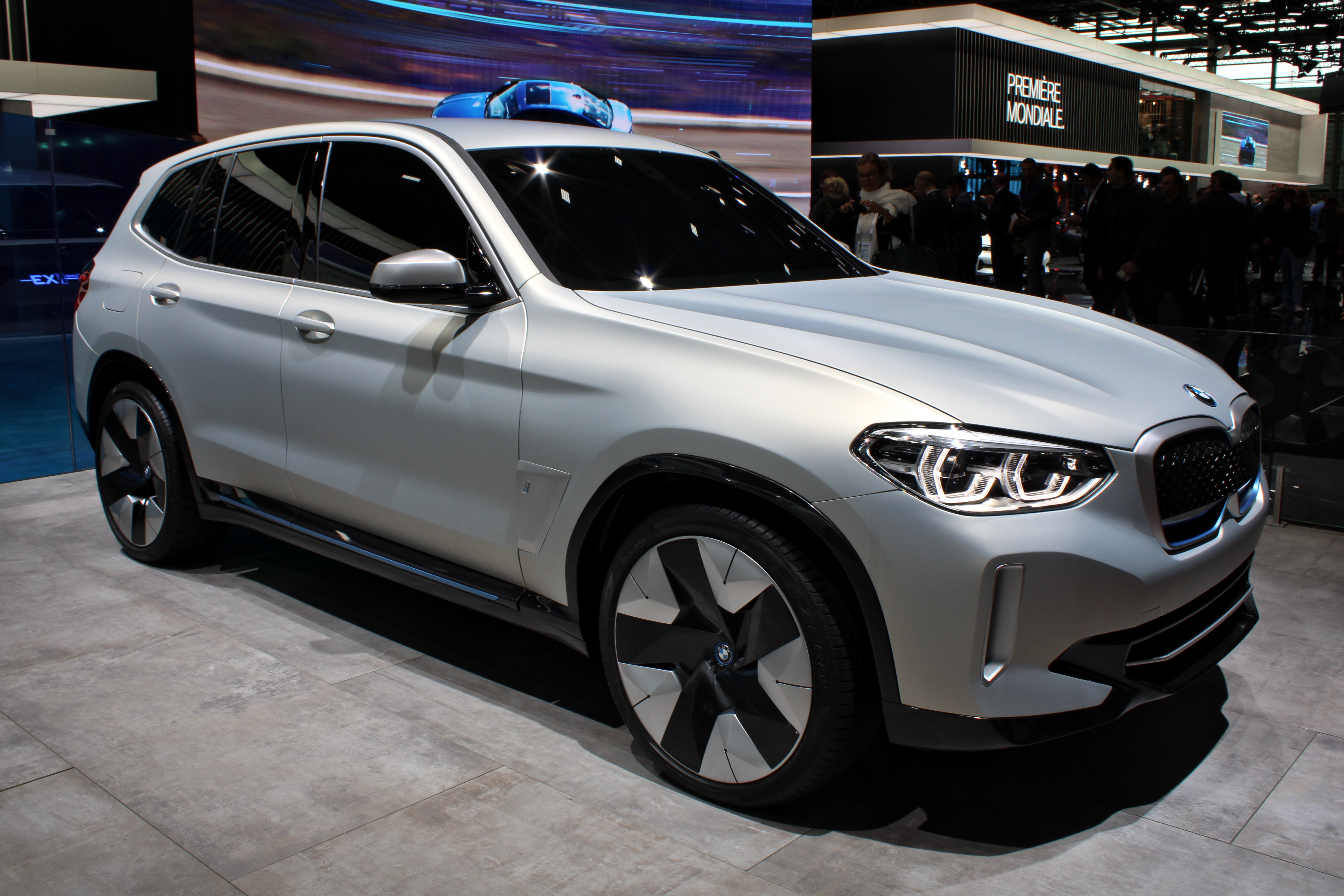
BMW iX3 Concept
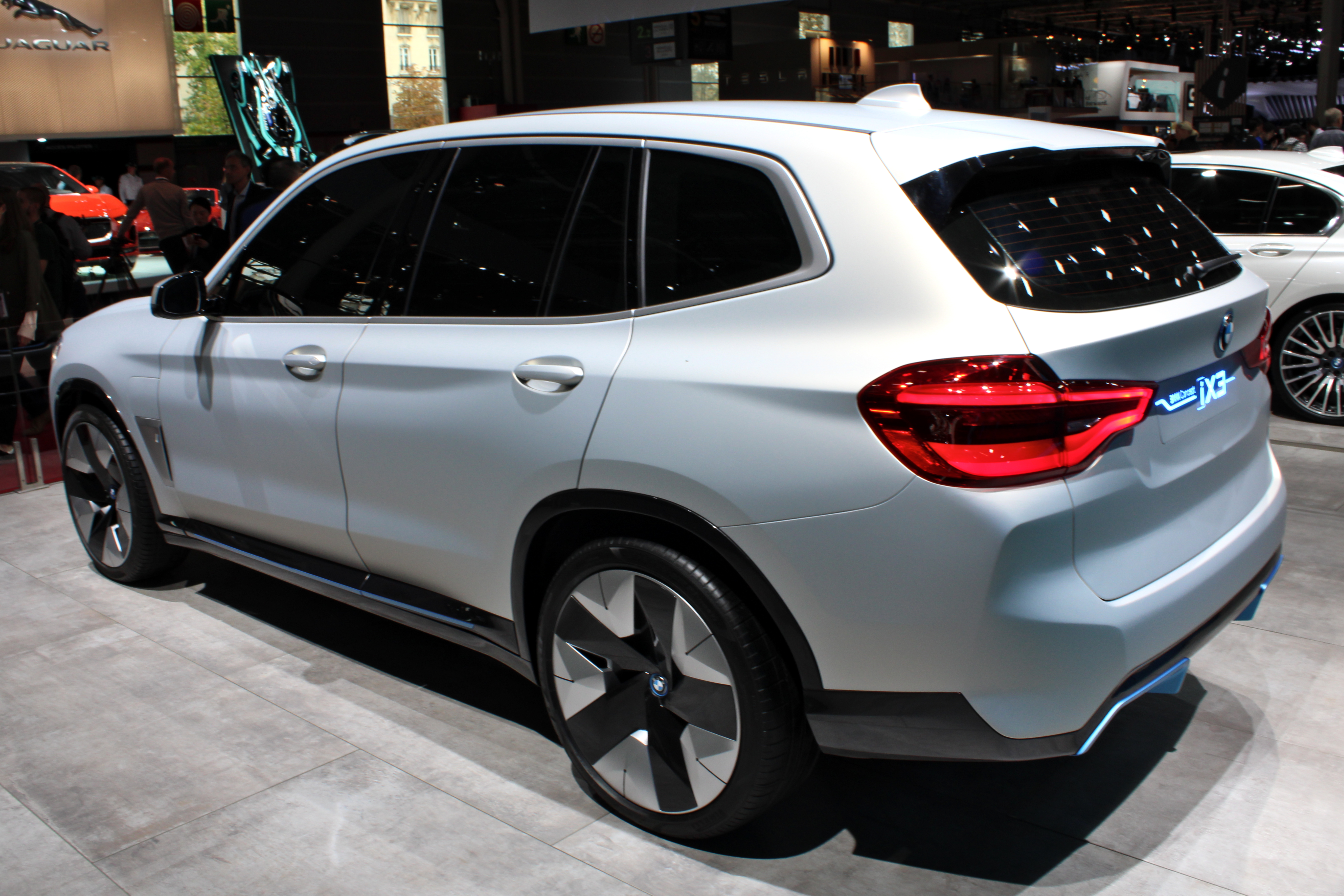
BMW iX3 Concept

## Tren motriz
El tren motriz eléctrico es el tren motriz eléctrico escalable de quinta generación de BMW que se distingue por un diseño más compacto que el utilizado por el BMW i3 existente con el motor eléctrico, la transmisión y la potencia eléctrica agrupados en un solo componente. No cuenta con materiales de tierras raras en su construcción y permite a BMW reducir significativamente los costos de producción sobre el modelo anterior.
Las baterías constan de 188 celdas prismáticas y se colocan en el suelo, lo que reduce el centro de gravedad en 75 mm. Compatible con la carga rápida de CC de 150 kW, el iX3 se puede cargar de 0 a 80 por ciento en 34 minutos o 100 kilómetros (62 millas) en 10 minutos. Tiene 510 litros (18 pies cúbicos) de espacio en el maletero, 40 l (1.4 pies cúbicos) más pequeño que en un X3 convencional.